# Automeris denhezorum
Automeris denhezorum är en fjärilsart som beskrevs av Lemaire 1966. Automeris denhezorum ingår i släktet Automeris och familjen påfågelsspinnare. Inga underarter finns listade i Catalogue of Life.